# Архипово (Ненецкий автономный округ)
Архипово — упразднённая деревня, ныне урочище, на территории Заполярного района Ненецкого автономного округа России. На году упразднения входила в состав Омского сельсовета Канино-Тиманского района Ненецкого национального округа. Деревня располагалась по реке Вижас, в 110 километрах от её устья и в 132 километрах от административного центра сельсовета — села Ома.

## Топоним
Первоначальное название — Верхний Вижасский. После смерти первопоселенца Архипа Качегова выселок стал именоваться Архиповский. От этой формы в 1926 году образовано Архипово, как название деревни.

## История
Основана в первой половине XIX в. мезенскими крестьянами Качеговыми как выселок Верхний Вижасский. К 1859 году зафиксировано 3 двора, в них проживало 20 человек, из них — 12 мужского пола и 8 женского.
В 1865 году в выселке Архиповском было 4 двора, в них проживали с семьями мезенские крестьяне Качеговы: Яков и Павел Архиповы, Спиридон и Мартын Яковлевы. Всего 22 человека, из них 11 мужского и столько же женского пола, все неграмотные; детей до 14 лет — 5, из них 3 мужского и 2 женского пола; старше 60 лет — один мужчина. Из ремесленников в Архиповском проживали 5 санников, 4 горшечника, 4 человека выделывали деревянную посуду. Рыболовством было занято 3 человека, а охотой на птиц и пушных зверей 6. В выселке было две бани и 4 малых лодки. Жители выселка содержали 40 голов крупного рогатого скота, 4 лошади и 13 овец.
В 1876 году жители Архиповского выселка на 4 двора имели 29 голов крупного рогатого скота, из них 14 коров; 10 лошадей, из них 4 жеребёнка; 112 овец и 100 оленей.
В 1877 году в Архиповском было 5 дворов. В 1908 году в Архиповском проживали крестьяне — домохозяева Качеговы: Спиридон и Иван Яковлевы, Николай Спиридонов, Василий Мартынов и Николай Егоров.
В 1911 году в Архиповском насчитывалось 5 дворов, в которых проживали 29 человек, из них 15 мужского и 14 женского пола. Они содержали 25 голов крупного рогатого скота, 9 лошадей и 25 овец.
В 1920 году в Архиповском было 7 дворов, 30 жителей, из них 12 мужского пола и 18 женского пола.
В 1926 году выселок Архиповский получил статус деревни, которую назвали Архипово. В деревне было 8 домохозяйств, проживало 33 человека, из них 13 мужского пола и 20 женского пола. Одно домохозяйство принадлежало Листовым, остальные — Качеговым.
По переписи 1939 года, в Архипово проживало 25 человек, из них 7 мужского пола и 18 женского пола.
В 1941 году в связи с началом Великой Отечественной войны мужчины деревни были мобилизованы на фронт, оставшиеся жители покинули деревню и переехали жить в Вижас и ближайшие поселения.